# Ampharete capensis
Ampharete capensis är en ringmaskart som först beskrevs av Francis Day 1961.  Ampharete capensis ingår i släktet Ampharete och familjen Ampharetidae. Inga underarter finns listade i Catalogue of Life.